# Andrew Murray (théologien)
Pour les articles homonymes, voir Andrew Murray et Murray.
 (septembre 2008).
Si vous disposez d'ouvrages ou d'articles de référence ou si vous connaissez des sites web de qualité traitant du thème abordé ici, merci de compléter l'article en donnant les références utiles à sa vérifiabilité et en les liant à la section « Notes et références ».
Andrew Murray, né le 9 mai 1828 à Graaff-Reinet et mort le 18 janvier 1917 à Wellington, est un théologien et écrivain sud-africain.

## Biographie
Il étudie la théologie à l'université d'Aberdeen en Écosse et à l'université d'Utrecht aux Pays-Bas. Ensuite, il est pasteur en Afrique du Sud et aide à la création de ce qui est aujourd'hui le séminaire Orange Free State and the Stellenbosch. Il travaille pour l'Église néerlandaise réformée et est président des différentes organisations protestantes et orateur dans différents pays.
Il obtient un doctorat honoris causa de l'université d'Aberdeen et de l'université du Cap.
Il publie environ 240 ouvrages, traduits dans différentes langues. Ses engagements particuliers sont ceux de la mission chrétienne et d'une vie chrétienne enracinée dans l'œuvre du Christ et dans la Bible.

## Publications
Quelques titres traduits en français :
- La Bénédiction de la Pentecôte dans sa plénitude et l'Esprit de Dieu
- Comme Christ : du bonheur de réaliser une vie conforme à celle du Fils de Dieu
- Demeurez en Christ : quelques pensées sur les bienfaits de la communion permanente avec le fils de Dieu
- L'humilité : la beauté de la sainteté
- Le voile déchiré ou La vie chrétienne normale d'après l'épître aux Hébreux
- Jésus guérit les malades ou Guérison selon la Parole de Dieu
- Le secret de la puissance d'en-haut
- La vie intérieure : apprendre à renouveler son âme